# ゴッド・オブ・ウォー 導かれし勇者たち
『ゴッド・オブ・ウォー 導かれし勇者たち』（ゴッド・オブ・ウォー みちびかれしゆうしゃたち、原題：Black Death）は、2010年6月11日に公開されたイギリスとドイツ共同制作の映画作品である。クリストファー・スミスが監督、ショーン・ビーンとエディ・レッドメインが主演を務めている。
日本では劇場未公開。2017年7月5日にAMGエンタテインメントから日本語吹替版のDVD（ADM-5124S/レンタル:FMDR-9789）が発売された。パッケージのキャッチコピーは「7人の勇者たちよ ネクロマンサー(黒魔術集団)を討伐し 世界を救え!!」。

## あらすじ
1348年のヨーロッパでは黒死病が蔓延し多数の犠牲者が出ていた。大司教は黒死病の原因は、とある村だとにらみ騎士のウルリク達を派遣し黒魔術師（ネクロマンサー）を倒すように命じる。修道士のオズマンドが村までの案内人に立候補し同行する。

## キャスト
※括弧内は日本語吹替。
- ウルリク - ショーン・ビーン
- オズマンド - エディ・レッドメイン（河本啓佑）
- ウルフスタン - ジョン・リンチ
- ホブ - ティム・マキナニー
- アヴェリル - キンバリー・ニクソン
- ダリワグ - アンディ・ナイマン

## スタッフ
- 監督：クリストファー・スミス
- 製作：ロバート・バーンスタイン、ダグラス・レイ、イェンス・モイラー、フィル・ロバートソン
- 製作総指揮：ジュディ・トッセル、クリス・カーリング、マーク・ウーリー、ティム・ハスラム
- 脚本：ダリオ・ポローニ
- 撮影：ゼバスティアン・エドシュミット
- プロダクションデザイン：ジョン・フランキッシュ
- 編集：スチュアート・ガザード
- 音楽：クリスチャン・ヘンソン